# Прецентральная борозда
Прецентральная борозда, также предцентральная борозда (лат. sulcus praecentralis) располагается впереди от центральной борозды и более или менее параллельно ей. Данная борозда отделяет нижнюю, среднюю и верхнюю лобную извилину от прецентральной извилины.
У большинства людей прецентральная борозда состоит из двух частей: вверху располагается верхняя прецентральная борозда (лат. sulcus precentralis superior), внизу — нижняя прецентральная борозда (лат. sulcus precentralis inferior). Однако у некоторых людей данная борозда может состоять из трёх частей либо вообще представлять из себя одну сплошную борозду.

## Дополнительные изображения

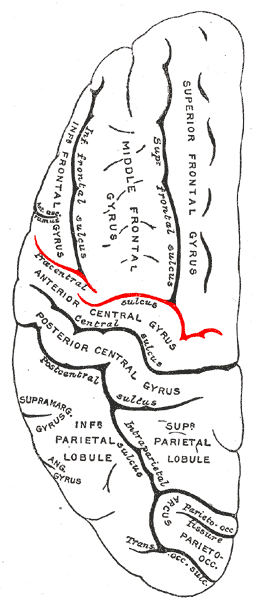
Латеральная поверхность левого полушария (вид сверху), прецентральная извилина отмечена красным
Анимированное изображение местоположения прецентральной извилины (отмечена красным)
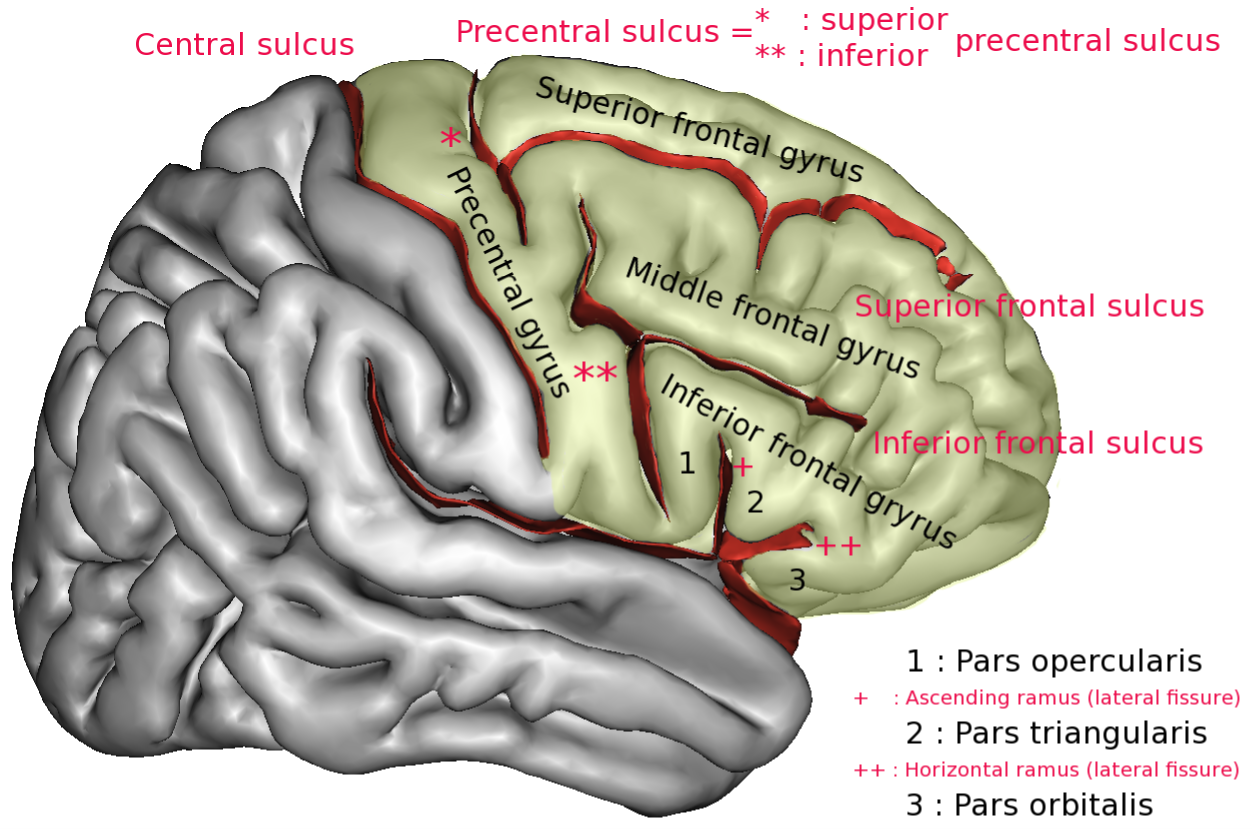
Латеральная поверхность правого полушария, прецентральная извилина отмечена одной и двумя звёздочками
- Видеоролик с препарированием конечного мозга (29 секунд), демонстрация прецентральной борозды